# Duana de Barcelona
|  | Aquest article tracta sobre l'edifici al Pla de Palau. Si cerqueu l'edifici davant de les Drassanes, vegeu «Duana del Port de Barcelona». |

La Duana de Barcelona o Govern Civil és un edifici situat al Pla de Palau de Barcelona, catalogat com a bé cultural d'interès local.

## Història

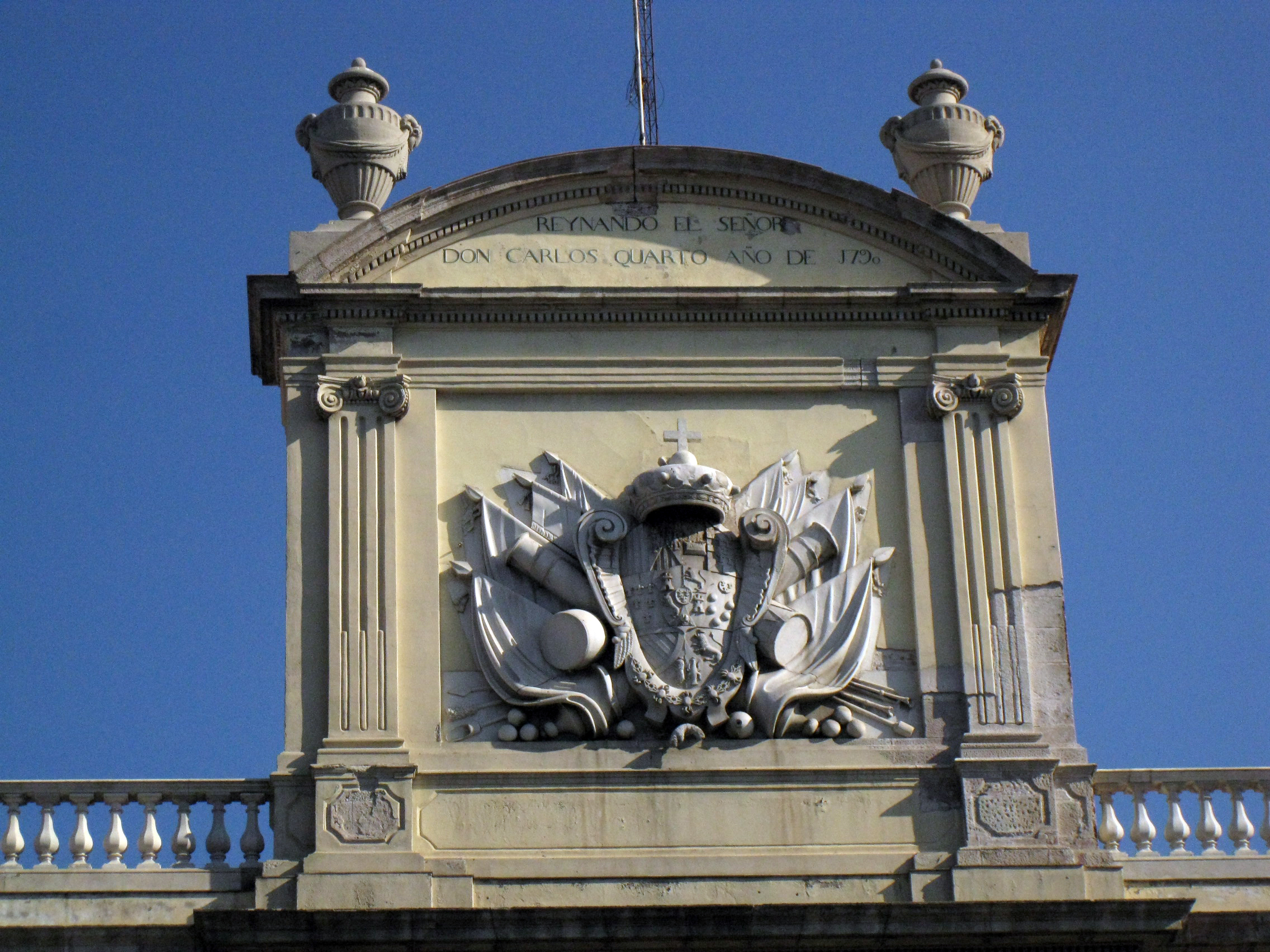
Detall de l'àtic

Va ser projectat entre 1790 i 1792 pel Juan Miguel de Roncali, enginyer militar i ministre d'Hisenda de Carles IV per a acollir la Duana, després que un incendi destruí l'antiga el 1777. Tot i que encara queda pendent un estudi documental dels orígens de l'edifici, algunes fonts recullen la col·laboració de l'arquitecte Josep Marc Ivern en l'obra.
El 1802, amb motiu de la visita del rei a Barcelona es va habilitar una part de l'edifici de la Duana per donar allotjament als reis d'Etrúria i els prínceps de Nàpols que acompanyaven al rei en el seu viatge. Aquest fet es produí a conseqüència de l'incapacitat de poder allotjar a tot els seguici en el Palau Reial, que es troabava a l'altra banda de l'actual avinguda del Marquès de l'Argentera. Per aquest motiu, es va construir un element de connexió a manera de pont entre tots dos edificis, aprofitant que la façana principal de la Duana estava afrontada a la lateral del Palau Reial.
Aquesta estructura de fusta (de caràcter efímer) es desenvolupava al llarg de tota l'amplada de l'actual i disposava a la banda inferior de tres arcs que permetien mantenir la circulació en aquesta via. El disseny es va encarregar a Tomás Soler i va intervenir en l'obra el fuster Antoni Rovira Riera. La construcció va repercutir en la conservació d'alguns elements del projecte original de la duana, com uns gerros amb garlandes que remataven la façana i que es van suprimir en aquest moment tal com recull la documentació de l'època.
Però també amb motiu de l'adaptació dels espais a la comitiva reial, es van vendre en pública subhasta nombrosos objectes com escultures i mobiliari (once estatuas o figuras de mármol, que se hallan en el almacén de la casa que habita en la calle Abaixadors el Comisario de Relaciones Comerciales de la República Liguriana, con unos baxos relieves también de mármol: todo lo que existía antes en la Real Aduana) i altres com l'arxiu, es va traslladar a les dependències del claustre del convent de la Mercè de Barcelona.
Seu del Govern Civil el 1902, els serveis duaners administratius foren traslladats a un nou edifici al Portal de la Pau, obra d'Enric Sagnier i de Pere Garcia i Fària (vegeu Duana del Port de Barcelona). Durant aquest període, per iniciativa del governador Bonaventura Muñoz es va realitzar una restauració de l'edifici, especialment significativa a l'interior. Durant aquesta intervenció es van trobar a la zona de les estances particulars del governador -al menjador- a sota dels papers que cobrien les parets, una sèrie de pintures amb escenes quixotesques atribuïdes també a Pere Pau Montaña. Cal esmentar en aquest sentit que, tot i que l'edifici va ser construït en època del rei Carles IV, tal com diu la inscripció de la façana (Reynando el señor Don Carles cuarto, año de 1790) el programa iconogràfic es desenvolupa al voltant de la figura del seu predecessor, Carles III. Anys després, tingué lloc una restauració parcial feta per Adolf Florensa i l'edifici es va convertir en seu de la Delegació del Govern d'Espanya a Catalunya.
El 2008, essent delegat Joan Rangel, s'endegaren unes obres de restauració, detectant-se dèficits estructurals que feren replantejar les operacions. A conseqüència de la crisi financera espanyola es feren les mínimes reparacions per a garantir-ne la seguretat, posposant-se les obres majors per manca de fons. Des de llavors, les instal·lacions romanen tancades, i les oficines de la delegació són al Palau Montaner a l'Eixample. El 2015 el Ministeri d'Hisenda i Administracions Públiques, propietari de les instal·lacions, torna a plantejar la possibilitat de fer dites reformes.

## Arquitectura
L'edifici, segons la descripció que en feu Pi i Arimon, és de planta rectangular amb una longitud de 85 vares i 52 d'ample. A quatre vents, té planta baixa, dos pisos i terrat. Disosa també d'un gran pati central porticat al voltant del qual es distribueixen les dependències dels diferents pisos i els accessos a aquestes.
Destaca la gran sobrietat del conjunt, allunyat dels models classicistes habituals en l'arquitectura monumental de l'època; tot i així l'edifici es caracteritza per l'horitzontalitat del frontis a través de l'ús de recursos com motllures, cornises, pilastres i diferent tipus d'acabats dels murs.
La construcció s'assenta a sobre d'un petit sòcol de pedra i la resta de la fàbrica està realitzada amb maó, tot reservant altres materials com la pedra per a les obertures i diversos elements decoratius. Destaquen els acabats amb estuc imitant marbre i la combinació cromàtica amb el color blau de les columnes.
La façana que dona a l'avinguda del Marquès d'Argentera es caracteritza per la gran horitzontalitat que presenta, la qual queda trencada en certa manera per la presència de tres cossos verticals -dos laterals i un central-. Aquests queden perfectament senyalitzats a través del coronament superior, a base de frontons triangular en el cas dels laterals i d'un gran remat de pedra en el central.
Les obertures de la façana es distribueixen de forma uniforme i simètrica al mur, de tal forma que a la planta baixa, les portes es localitzen a l'eix inferior dels tres cossos verticals tot quedant flanquejats per unes finestres d'arc de mig punt molt rebaixat amb un remat decoratiu a la rosca. Pel que fa a les portes, totes tres es coronen amb dos cornucòpies entrellaçades i queden emmarcades per dos parelles de columnes d'ordre toscà amb fust de color blau. Aquestes es disposen a sobre d'un basament rectangular corregut i sostenen un entaulament que en el cas del tram central està ocupat per la inscripció moderna: DELEGACIÓN DE GOBIERNO.
A sobre de cada entaulament es desenvolupa un balcó de gran llargària, amb voladís de pedra i barana de ferro. En el cas del tram central, la barana es configura amb balustres de pedra, tot oferint més monumentalitat al tram central on es disposa l'accés principal. La finestra oberta a cadascú dels balcons, es troba flanquejada per dos parelles de pilastres que segueixen la mateixa configuració de les columnes de la planta baixa. Al voltant del marc de les finestres es disposa una garlanda ricament decorada amb motius vegetals en relleu que donen plasticitat i rellevància a les obertures. En el cas de la finestra del tram central, aquesta més a més de l'esmentada decoració vegetal es remata amb un frontó triangular. La resta de finestres localitzades entre els cossos verticals es disposen també a manera de balcons, en aquest cas amb llosana més petita, de base semicircular i decorats a la banda inferior amb una venera al centre de la qual es disposa un cap femení.
Les pilastres que emmarquen les finestres del primer pis sostenen un entaulament amb tríglifs i mètopes. En el tram central, aquest fris és la base a sobre de la qual es desenvolupa un gran frontó triangular on es representa en relleu diferents elements que fan al·lusió al comerç de Barcelona. Al tram central, en lloc del frontó esculpit es disposa a la banda de la cornisa un gran coronament en el que es localitza l'escut d'armes de Carles IV i la inscripció: REYNANDO EL SEÑOR DON CARLES IV AÑO DE 1790.
Paral·lelament a aquest element de coronament central, cal posar en relleu la presència de dues estructures localitzades a la zona de coberta de l'eix vertical dels cossos laterals. Aquests elements configurats a manera de lluerna es corresponen amb l'estructura d'il·luminació de les escales situades en aquesta banda de l'edifici.
Pel que fa a la façana del Pla de Palau, es mantenen els criteris estructurals i decoratius de l'anterior però amb algunes variacions. El frontis del Pla de Palau és més petit i s'organitza a través de faixes verticals creades a través dels carreus "escamats" visibles als angles del conjunt. Tot i així, entre aquestes franges destaquen especialment dos, on les obertures s'emmarquen amb pilastres que els donen més monumentalitat.
Actualment aquesta façana només disposa d'una porta, localitzada precisament a l'eix inferior d'un dels cossos amb pilastres, tot i que al cos contigu s'obre una finestra que, per la configuració hauria estat probablement en origen una porta.
A diferència de la façana de l'avinguda del Marquès de l'Argentera, al primer pis es disposen uns balcons correguts que s'enllacen entre si a través d'altres individuals i que, juntament amb el treball escultòric de les finestres i portes, contribueixen a donar plasticitat al conjunt.
Les finestres del primer pis localitzades a l'eix vertical de la porta (i l'esmentada finestra que sembla haver estat una porta) es troben emmarcades per una pilastra a cada costat. Aquest eix vertical es remata amb un coronament en forma de frontó semicircular i tot el frontis, amb una cornisa amb balustres de pedra.
L'interior s'organitza al voltant d'un gran pati amb arcuacions que, contrastant amb la façana, formula un ideari més sever, recordant el classicisme del pati del Convent de la Mercè.
Pel que fa a les estances interiors, destaquen especialment les sales decorades amb pintures murals, obra de l'acadèmic Pere Pau Montaña, que presenten les gestes del rei Carles III favorables a l'expansió comercial de la ciutat de Barcelona.
Un dels espais més emblemàtics de l'edifici és l'anomenada Sala d'Actes, decorada amb nombrosos plafons pictòrics on es representen escenes que es poden entendre com un himne pictòric a la diplomàcia de Carles III i que recullen algunes de les seves negociacions, tractats i paus amb diferents països i colònies. També es conserven en aquesta sala bona part del mobiliari original, porcellana de l'època i els llums d'aranya. Destaca d'aquest saló el sostre pintat on es representa a sobre d'un celatge nuvolat les al·legories de la Pau i la Justícia acompanyades d'altres figures que vencen a la Discòrdia i la guerra. Aquest sostre queda ressaltat amb unes escòcies motllurades i daurades on es representen un seguit d'escenes en grisalla que contrasta amb el viu color emprat en els grans plafons murals.
La sala d'estat està decorada amb tot un programa iconogràfic que representa el despertar econòmic d'Espanya, en el qual el nom de Carles III apareix associat a altres figures de la importància d'Aranda, Floridablanca, Campomanes, Jovellanos, Olavide i Cabarrús.
A la sala de les habitacions particulars del governador, especialment la que estava dedicada a menjador, es representen diverses escenes de caràcter quixotesc. Es caracteritza l'edifici pel seu allunyament de l'academicisme present en algunes construccions contemporànies, en pro d'un estil sobri però efectista amb estucs que imiten marbre i motllures afrancesades.